# 아워 바디
《아워 바디》는 2018년에 영화제에서 최초 상영 후 2019년 개봉한 대한민국의 영화이다. 한가람 감독의 장편 데뷔 작품이다. 최희서, 안지혜, 김정영, 이재인, 노수산나가 출연한다.

## 줄거리
긴 고시생활에 지쳐 공부도 삶도 흥미를 잃은 8년차 행정고시생 윤자영은 결국 시험 응시를 포기한 뒤 엄마와 다투고 홀로서기를 시작하게 된다. 집 앞 계단에서 캔맥주를 마시던 자영은 우연히 달리기를 하던 강현주와 만난다. 생명력으로 가득 찬 현주의 육체에 매료된 자영은 현주를 따라서 처음으로 달리기를 시작한다.
오랜 친구 민지의 배려로 자영은 낮에는 민지가 근무하는 회사에서 아르바이트를 하고, 밤에는 현주와 현주의 달리기 모임 멤버들과 함께 달리기를 한다. 충실한 삶을 살아가며 자영은 늘씬한 육체와 정신 모두 활기를 띠게 된다. 동시에 자영은 멋진 몸매와 작가라는 멋진 꿈을 가진 현주를 동경하게 된다. 어느 날 둘은 현주의 휑한 집에서 같이 술을 마시며, 서로의 섹스 판타지를 이야기한다. 현주는 아주 나이든 남자와 섹스를 해보고 싶다고 하고, 자영은 고급 호텔에서 종일 지내면서 비싼 룸서비스를 즐기며 섹스를 하고 싶다고 한다.
삶이 안정될 무렵의 자영은 카페에서 우연히, 책 출판이 실패한 듯한 현주와 마주친다. 그날 밤부터 현주는 달리기 모임에 나오지 않는다. 현주의 집에 찾아간 자영은 자신이 동경하던 모습과는 달리 현주 또한 어둠을 가진 인물임과, 그녀의 달리기에 대한 집착을 눈치챈다. 현주가 오랜만에 달리기 모임에 나온 날, 현주 뒤에서 뛰던 자영은 눈앞에서 현주가 차에 치여 죽는 것을 목격한다. 현주가 죽은 직후 충격에 빠진 자영은 한동안 아르바이트를 결석하고, 민지와의 사이도 틀어진다. 현주의 장례식 후 자영은 자기와 마찬가지로 현주의 죽음을 실감하지 못하던 모임 막내와 섹스를 한 뒤, 그가 운동에 몰두하는 이유를 듣는다. 그 이후 자영은 죽은 현주의 환상을 보기 시작한다.
자영은 회사 인턴 면접을 본다. 민지의 도움도 거절하고 외롭게 면접 준비를 하던 자영은 우연히 면접을 담당하는 정부장과 마주친다. 정부장은 자영을 불러 술을 마시면서 은근히 자영의 육체에 눈독을 들인다. 이전에 들었던 현주의 욕망을 떠올린 자영은 정부장에게 '나이든 남자가 취향'이라고 말하고, 그와 섹스한다. 이후 자영은 인턴에 합격한다. 그러나 곧 자영을 보는 회사 동료들의 시선이 따가워지고, 자영이 남몰래 음해를 당하는 듯한 낌새가 드러난다. 자영은 민지와 대화하면서 민지가 정부장과의 관계를 목격한 후 그것을 누설했다는 것을 알게 된다. 모두가 자영이 면접 합격을 위해 그런 행동을 했다고 생각했지만, 자영은 그것을 부정한다. 그 이후 자영은 정규직 전환 시험을 포기하고 회사를 떠난다.
자영은 엄마를 불러 비싼 음식을 대접한다. 엄마에게는 정규직이 되었다고 거짓말을 하지만, 엄마는 그럼에도 안정적인 공무원에 대한 미련을 버리지 못한다. 자영은 고급 호텔에 체크인한 뒤 홀로 룸서비스를 즐기고, 소파에 누워 자위한다.

## 캐스팅
- 최희서 : 자영 역
- 안지혜 : 현주 역
- 김정영 : 자영 모 역
- 이재인 : 화영 역
- 노수산나 : 민지 역
- 오동민 : 경수 역
- 최준영 : 민호 역
- 김사권 : 태식 역
- 금새록 : 희정 역
- 장준휘 : 정부장 역
- 김세정 : 은수 역
- 임지형 : 동철 역
- 김민엽 : 인사팀 직원 역
- 신미영 : 사수 역
- 전두현 : 과장 / 강사 (목소리) 역
- 이나윤 : 신입사원 역
- 김대종 : 남주임 역
- 하승연 : 여주임 역
- 김영록 : 동영상 트레이너 역
- 이규현 : 동호회 트레이너 역
- 김다희 : 동호회 회원 역
- 박스테파니 : 동호회 회원 역
- 유수민 : 민지 남편 역
- 나경진 : 북카페 작가 역
- 차승한 : 현주 상사 역
- 심윤려 : 글쓰는 여자 역
- 윤혜리 : 면접 지원자 역
- 고원필 : 면접 대기자 역
- 장미지 : 면접 대기자 역
- 이승민 : 면접관 역
- 임찬상 : 면접관 역
- 진은영 : 신입 인턴 역
- 강효원 : 아르바이트생 역
- 안근호 : 아르바이트생 역
- 양다희 : 아르바이트생 역
- 박진수 : 아르바이트생 역
- 박인선 : 행인 역
- 박종현 : 헬스 트레이너 역
- 이용규 : 남직원 (목소리) 역

## 수상 내역
- 2018년 제23회 부산국제영화제 올해의 배우상 (최희서)

## 같이 보기
- 2019년 대한민국의 영화 목록